# Crystal Mountain
Crystal Mountain är en vintersportort i Pierce County i centrala Washington i USA. I mars 1997 såldes verksamheten till Boyne Resorts. År 2018 förvärvade Alterra Mountain Company vintersportorten.